# ام‌تی تمپرا
ام‌تی تمپرا (به انگلیسی: MT Tempera) یک کشتی است که طول آن  و ارتفاع آن ۵۳٫۱ متر (۱۷۴ فوت) می‌باشد. این کشتی در سال ۲۰۰۲ ساخته شد.